# Бхимсинг Каннан
Бхимсинг Каннан (там. பீம்சிங் கண்ணன்; 10 января 1951, Мадрас — 13 июня 2020, Ченнаи) — индийский кинооператор, работавший в кино на тамильском языке. Двукратный лауреат Кинопремии штата Тамилнад за лучшую операторскую работу.

## Биография
Родился в 1951 году и был четвёртым сыном тамильского режиссёра А. Бхимсинга. Каннан приходился младшим братом монтажеру Б. Ленину и старшим — Гопи Бхимсингху, снявшему сериал Vizhuthugal в середине 1990-х.
Как оператор Каннан дебютировал в фильме своего отца Oru Nadigai Natakam Parkiral (1978).
В дальнейшем он работал в более чем 50 фильмах, из которых 40 были сняты режиссёром Бхаратираджей.
Их сотрудничество длилось более 20 лет, и Каннана называли «глазами Бхаратхираджи». Первым фильмом, который они сняли вместе, был Nizhalgal (1980), а последним — вышедший в 2004 году Kangalal Kaidhu Sei.
Некоторые из известных работ дуэта включают Tik Tik Tik (1981), Mann Vasanai (1983), Pudhumai Penn (1984), Mudhal Mariyathai (1985), Oru Kaidhiyin Diary (1985), «Поющая раковина» (1986), Vedham Pudhithu (1987), Kizhakku Cheemaiyile (1993), Karuththamma (1994) и др.
За их фильм Kadal Pookkal (2001) Каннан был отмечен премией имени В. Шантарама за лучшую операторскую работу.
Он также дважды удостаивался Кинопремии штата Тамилнад как лучший оператор за фильмы Alaigal Oivathillai (1981) и Kangalal Kaidhu Sei
Одним из первых в тамильском кинематографе перешёл съёмку цифровой камерой, сделав это в фильме Aayul Regai (2005).
С 2015 года работал руководителем отдела кинематографии в Академии кино и телевидения Blue Ocean (BOFTA) в Ченнаи.
Каннан скончался 13 июня 2020 года в частной больнице Ченнаи из-за возрастных заболеваний. У него остались жена Канчана и две дочери, Мадхумати и Джанани